# Diecéze ofenská
Diecéze Ofena je titulární diecéze římskokatolické církve.

## Historie
Ofena byla starobylé biskupské sídlo. Pravděpodobně zmizela s invazí Longobardů v 7. století. Jediný dokument, který svědčí o existenci této diecéze, byl dopis papeže Simplicia z 19. listopadu 475, adresovaný biskupům Florenziu, Severu a Equiziu, kdy ho biskup Gaudenzio z Aufinium informoval, že protiprávně zabavili majetek církve.
Dnes je využívána jako titulární biskupské sídlo; současným titulárním biskupem je José Luis Redrado Marchite, emeritní sekretář Papežské rady pro pastoraci zdravotníků.

## Seznam biskupů
- Gaudenzio (zmíněn roku 475)

## Seznam titulárních biskupů
- 1970 - 1979 José María Larrauri Lafuente
- 1980 - 1984 Carlos Talavera Ramírez
- 1984 - 1991 Luis Héctor Villalba
- 1992 - 1998 Eustaquio Pastor Cuquejo Verga, C.SS.R.
- od 1998 José Luis Redrado Marchite, O.H.